# Stadionul Reghin
Este stadionul din Parcul Tineretului Reghin. Are 3.000 de locuri. În sezonul 2007-2008 FC Gloria Bistrița a jucat partidele pe acest stadion. Au jucat echipe precum Steaua și Dinamo.